# Duryu-dong
Duryu-dong (koreanska: 두류동) är en stadsdel i staden Daegu i den centrala delen av Sydkorea, 240 km sydost om huvudstaden Seoul. Den ligger i stadsdistriktet Dalseo-gu.

## Indelning
Administrativt är Duryu-dong indelat i:
| Namn      | Namn                  | Yta km² | Invånare 31 dec 2020 |
| --------- | --------------------- | ------- | -------------------- |
| 두류1·2동 | Duryu 1(il)·2(i)-dong | 1,33    | 14 841               |
| 두류3동   | Duryu 3(sam)-dong     | 1,11    | 8 636                |